# Коллингборн, Уильям
Уильям Коллингборн (англ. William Collingbourne; приблизительно 1435 — декабрь 1484, Тауэр-Хилл, Лондон, Королевство Англия) — английский политический деятель, землевладелец из Уилтшира. Занимал ряд должностей в своём графстве, с 1483 года был врагом Ричарда III. Предположительно участвовал в мятеже герцога Бекингема, обратился к Генриху Тюдору с просьбой высадить в Англии армию и захватить престол. В июле 1484 года опубликовал сатирическое стихотворение о Ричарде и его фаворитах. Был осуждён как изменник и казнён.

## Биография
Уильям Коллингборн принадлежал к землевладельческому роду из Уилтшира. Первый член этой семьи, упомянутый в источниках, Томас Коллингборн из Марлеберга, жил в середине XIV века; его внук, Ричард Коллингборн из Бедевинда, в 1402 году заседал в палате общин как представитель Мальборо. Уильям, родившийся приблизительно в 1435 году и упоминающийся в источниках как сын Роберта, по-видимому, был внуком Ричарда. Он владел землями в северо-восточной части Уилтшира, а также, вероятно, в Кенте, приобрёл недвижимость в лондонском Сити. В 1470-е годы Уильям работал в составе ряда комиссий в своём графстве, в 1474 и 1481 годах занимал должность шерифа, в 1475 и 1478—1481 годах был комиссаром мира. В 1475 году он оказался в числе тех, кому было поручено «расследовать некоторые измены, лоллардрии, ереси и ошибки» в Дорсете и Уилтшире. В 1481 и 1482 годах Коллингборн упоминается как управляющий двумя поместьями в Уилтшире, а после смерти Эдуарда IV в апреле 1483 года он был назначен в комиссию «для оценки некоторых субсидий, предоставленных покойному королю общинами королевства». В июле того же года Уильям снова стал комиссаром мира.
Когда престол занял Ричард III, Коллингборн оказался в оппозиции к нему. По-видимому, Уильям участвовал в восстании герцога Бекингема (осень 1483 года). 10 июля 1483 или 1484 года (окончательной датировки нет) он попросил некоего Томаса Йета связаться с Генрихом Тюдором, маркизом Дорсетом и другими противниками Ричарда, «чтобы объявить им, что они должны… вернуться в Англию со всей силой, какую они могут собрать, до праздника Святого Луки Евангелиста [18 октября] следующего года» и, кроме того, сообщить французскому королю, что переговоры с Ричардом бесполезны, так как он намеревается начать войну с Францией. Коллингборн опубликовал ряд памфлетов, направленных против Ричарда. Один из них — сатирическое стихотворение, текст которого 18 июля 1484 года был прикреплён к собору Святого Павла в Лондоне: «Кот, крыса и собака Ловелл правят всей Англией при борове» либо «правят всей Англией по-свински» (The Catte, the Ratte and Lovell our dogge rulyth all Englande under a hogge). «Боров» здесь — король, чьей эмблемой была голова вепря, «кот» — Уильям Кейтсби, а «крыса» — Ричард Рэтклифф. Ловел назван собакой, так как его геральдической эмблемой был волк. Позже стихотворение было снабжено прозаическим комментарием (по-видимому, тоже за авторством Коллингборна).
Причины враждебности Коллингборна по отношению к королю остаются не вполне ясными. Историк Джеймс Рамси предположил, что это была попытка отомстить за потерю должностей в Уилтшире: в конце 1483 года Уильяма уже не включали в мирные комиссии. Кроме того, в письме от 3 июня 1484 года Ричард III просит свою мать назначить «лорда-камергера» (Ловела) на место Колингборна. Это может означать, что Уильям был управляющим уилтширскими поместьями герцогини и незадолго до написания памфлета потерял этот пост из-за участия в мятеже Бекингема — либо был уволен, либо был вынужден скрыться.
В октябре или ноябре 1484 года Коллингборн был арестован вместе с судовладельцем по имени Джон Тарбурвиль, обвинён в государственной измене и предстал перед судом. Его дело рассматривали герцоги Саффолк и Норфолк, графы Суррей и Ноттингем, виконты Ловел и Лайл, три барона, включая лорда верховного констебля Томаса Стэнли, и пять судей королевской скамьи, включая главного судью Уильяма Хасси. Суд состоялся в начале декабря в Гилдхолле. Коллингборн, согласно «Большой Лондонской хронике», во всём сознался, был признан виновным в государственной измене и приговорён к смертной казни через повешение, потрошение и четвертование, а Тарбурвиль отделался тюремным заключением. Приговор был приведён в исполнение на Тауэрском холме. Автор хроники пишет: Коллингборна «отвезли в Тауэр-Хилл и там безжалостно предали смерти, сначала повесив, а затем сразу же разодрав на куски; и его внутренности бросили в огонь. Казнь была проведена столь стремительно, что, когда палач вынул его сердце, несчастный ещё успел произнести: „Иисус, Иисус!“».

## Семья
Незадолго до 1474 года Коллингборн женился на Маргарет Норвуд, дочери и наследнице Джона Норвуда и вдове сэра Джеймса Пикеринга, родившей в первом браке по меньшей мере двух детей — Эдварда и Элен. От Уильяма она родила двух дочерей: Маргарет, которая позже стала женой Джорджа Чадертона, и Джейн, вышедшую за Джеймса Лаудера или Лоутера, депутата парламента от Мальборо в 1491/92 году.

## Память
Согласно «Большой Лондонской хронике», Уильям Коллингборн «был очень любим людьми за добрый нрав и приятную внешность». Написанное им стихотворение Уильям Шекспир вложил в пьесе «Ричард III» в уста Уильяма Гастингса, 1-го барона Гастингса из Эшби де Ла Зуш. Один из писателей времён Тюдоров Эдвард Холл сообщает, будто Уильяма казнили только за маленькое стихотворение. Это утверждение было подхвачено более поздними авторами, хотя оно явно не соответствует действительности: главным преступлением Коллингборна суд счёл его обращение к Тюдору с просьбой о высадке.